# الهيئة الوطنية لتنظيم المهن والخدمات الصحية
الهيئة الوطنية لتنظيم المهن والخدمات الصحية هيئة تنظيمية مستقلة أُسست في عام 2010 بموجب القانون رقم 38 لسنة 2009 بمملكة البحرين.
يجب أن تكون المستشفيات والمراكز الطبية والصيدليات والأطباء والجراحين والممرضات والصيادلة والفنيين الطبيين ومؤسسات الرعاية الصحية المساعدة والعاملين في مجال الرعاية الصحية في البحرين مسجلة لدى الهيئة الوطنية لتنظيم المهن والخدمات الصحية و/أو التي ترخصه.

## الرسالة والرؤية والأهداف
وفقًا لموقع الهيئة الوطنية لتنظيم المهن والخدمات الصحية فإن مهمتها هي «تنظيم تقديم الرعاية الصحية في البحرين وضمان الملاءمة والاستمرارية والكفاءة والسلامة في تقديم الخدمات الصحية، سواء في القطاع الحكومي أو الخاص. وسيجري ذلك بناءً على أفضل الأدلة العلمية وأفضل ممارسات الرعاية الصحية، وفقًا للمعايير الدولية».
وفقًا لتصريحات الهيئة فإن رؤية الهيئة هي «ضمان تقديم رعاية صحية آمنة وعالية الجودة في المملكة».

## القيادة والسياسة
قالت الرئيسة التنفيذية للهيئة الوطنية لتنظيم المهن والخدمات الصحية الدكتورة مريم الجلاهمة في مقابلتها مع مجموعة أكسفورد للأعمال أن الهيئة تضمن عدم وجود ممارسات خاطئة في استيراد المعدات الطبية والأدوية الأساسية. وأضافت أن الهيئة الوطنية لتنظيم المهن والخدمات الصحية أيضًا تتحقق من صحة الدرجات والشهادات الصادرة عن المتخصصين في الرعاية الصحية مثل الممرضات والأطباء والصيادلة، قبل ترخيصهم للعمل في البحرين.